# Brian Clifford
Brian Clifford (Manhattan, 30 settembre 1970) è un ex cestista statunitense con cittadinanza irlandese, professionista in Belgio, Portogallo e Spagna.